# Lycophidion chirioi
Lycophidion chirioi (вовча змія Чіріо) — вид змій родини Lamprophiidae. Ендемік Центральноафриканської Республіки.

## Поширення і екологія
Вовчі змії Чіріо відомі з типової місцевості, розташованої в околицях Сангби, на висоті 595 м над рівнем моря.